# Nobres (ort)
Nobres är en ort i Brasilien.   Den ligger i kommunen Nobres och delstaten Mato Grosso, i den centrala delen av landet, 900 km väster om huvudstaden Brasília. Nobres ligger 200 meter över havet och antalet invånare är 12 009.
Terrängen runt Nobres är platt åt sydost, men åt nordväst är den kuperad. Nobres är det största samhället i trakten.
Omgivningarna runt Nobres är huvudsakligen savann. Runt Nobres är det glesbefolkat, med 10 invånare per kvadratkilometer.